# Hermitage Peak
Der Hermitage Peak ist ein 750 m hoher Berg in der antarktischen Ross Dependency. In der Surveyors Range ragt er 6 km nördlich des Mount Ubique auf.
Teilnehmer der von 1960 bis 1961 durchgeführten Kampagne der New Zealand Geological Survey Antarctic Expedition (1960–1961) benannten ihn nach der Ortschaft Hermitage in Berkshire, Heimstatt der Royal School of Military Survey.